# クリス・ブロシュー
クリス・ブロシュー（Chris Brochu、1989年6月25日 - ）は、アメリカ合衆国の俳優。

## 出演作品
- ＣＳＩ：ニューヨーク9 ザ・ファイナル
- ＮＣＩＳ：ＬＡ　～極秘潜入捜査班 シーズン4
- アウェイク 〜引き裂かれた現実
- レモネード・マウス
- ソウル・サーファー
- メル＆ジョー　好きなのはあなたでしょ? シーズン1
- メンタリスト シーズン2 第10話 回想シーンの少年パトリック・ジェーン
- ソーラー・デストラクション　～地球壊滅～